# Robert Piguet
Paul Jean Robert Piguet (Yverdon-les-Bains, 6 maggio 1898 – Losanna, 21 febbraio 1953) è stato uno stilista e profumiere svizzero.

## Biografia
Robert Piguet era il figlio più giovane di una rispettata famiglia di banchieri svizzera. A 19 anni si trasferì a Parigi, al fine di farsi un nome nel mondo della moda. Dopo un primo tentativo andato male di lanciare una propria boutique sulla Avenue Montaigne, lavora dapprima presso Paul Poiret (1922-1924) e per un periodo più lungo per la casa di moda Redfern (1924-1932).
Nel 1933 apre a Rue du Cirque un secondo salone, che nel 1938 si trasferisce definitivamente al Rond-Point des Champs-Elysees. In questi anni diventa uno degli stilisti parigini più ricercati, oltre che uno scopritore di talenti. Infatti prima di diventare famosi lavorano per lui vari importanti nomi della moda degli anni successivi come Christian Dior, Hubert de Givenchy e Pierre Balmain.
Piguet era amico di molti scrittori e artisti del suo tempo, ed in molti casi creò i costumi per le loro produzioni e spettacoli teatrali. Fra gli altri, Piguet ha disegnato i costumi di Jean Cocteau, Colette, Sacha Guitry ed Édith Piaf.
Nel 1942 lancia il suo primo profumo che chiama Bandit, e che è creato da Germaine Cellier. Seguirono nel 1945 Visa, nel 1948 Fracas, sempre di Cellier, nel 1950 Bagari. Nel 1963 è stato lanciato sul mercato postumo anche il profumo maschile Cravache.
Nel 1951 Piguet chiuse i propri negozi per motivi di salute e si spense due anni dopo.